# Coupe de France 1991/92
Het seizoen 1991/92 was het 75e seizoen van de Coupe de France in het voetbal. Het toernooi werd georganiseerd door de Franse voetbalbond.
Dit seizoen namen er 6343 clubs deel (278 meer dan de recorddeelname uit het vorige seizoen). De competitie ging in de zomer van 1991 van start en eindigde op 5 mei 1992 voorafgaand aan de tweede halve finalewedstrijd tussen SC Bastia en Olympique Marseille. Vlak voor aanvang van de halve finale hield een tijdelijke tribune het niet meer in het Stade Furiani. Hierbij verloren 19 mensen het leven en raakten 2200 mensen gewond. De wedstrijd werd niet meer gespeeld, dit gold ook voor de finale.
Als vertegenwoordiger van Frankrijk in de Europacup II 1992/93 werd de winnaar van de eerste halve finalewedstrijd, AS Monaco, door de FFF aangewezen.

## Uitslagen

### 1/32 finale
De 20 clubs van de Division 1 kwamen in deze ronde voor het eerst in actie. De wedstrijden werden op 21, 22 en 23 februari gespeeld.
 * = thuis 
| Winnaar                 | Uitslag | Verliezer                   |
| ----------------------- | ------- | --------------------------- |
| AS Monaco               | 3-0     | FC Sochaux *                |
| Olympique Marseille *   | 1-0     | Girondins Bordeaux          |
| AS Cannes               | 2-1     | FC Sète *                   |
| SC Bastia               | 1-0     | US Fesches-le-Châtel *      |
| Gazélec FCO Ajaccio *   | 3-2 nv  | CS Château-Thierry          |
| SM Caen                 | 2-0     | FC Pont-l'Abbé *            |
| Red Star 93             | 3-0     | AC Cambrai *                |
| AS Nancy                | 2-0     | AS Angoulême Charentes *    |
| US Saint-Omer           | 4-0     | Olympique Marcq-en-Barœul * |
| US Valenciennes-Anzin * | 2-1     | Lille OSC                   |
| Montpellier HSC         | 2-0     | FC Martigues *              |
| OGC Nice *              | 1-0     | USJOA Valence               |
| AS Saint-Étienne        | 4-0     | Olympique Noisy-le-Sec *    |
| Pau FC *                | 2-1     | La Roche Vendée Football    |
| EA Guingamp             | 2-0     | LB Châteauroux *            |
| FC Bourges *            | 2-1     | Stade Lavallois             |

| Winnaar                    | Uitslag      | Verliezer              |
| -------------------------- | ------------ | ---------------------- |
| AJ Auxerre                 | 2-0          | FC Metz *              |
| FC Istres *                | 1-1 ns (4-3) | Olympique Lyon         |
| Angers SCO                 | 1-0          | CS Cheminots Thouars * |
| Toulouse FC                | 2-0          | Stade Poitiers *       |
| Sporting Toulon Var        | 3-1          | FC Béziers Devèze *    |
| RC Lens                    | 3-0          | SR Colmar *            |
| Olympique Alès en Cévennes | 0-0 ns (4-3) | FC Perpignan           |
| Paris Saint-Germain        | 4-1          | US Grand Boulogne *    |
| Troyes AC *                | 2-0          | AS Saint-Priest        |
| FC Lorient *               | 3-1          | US Joué-les-Tours      |
| Stade Rennes *             | 1-0          | FC Nantes              |
| FC Massy *                 | 1-0          | ESA Brive              |
| USL Dunkerque *            | 3-1          | SR Saint Dié           |
| Olympique Nîmes            | 2-0          | SC Choisy-le-Roi *     |
| FC Mulhouse *              | 2-0          | FC Rouen               |
| Le Havre AC                | 3-0          | USM Vire *             |

### 1/16 finale
De wedstrijden werden op 7 en 8 april gespeeld.
 * = thuis 
| Winnaar               | Uitslag      | Verliezer                    |
| --------------------- | ------------ | ---------------------------- |
| AS Monaco             | 2-2 ns (4-1) | AJ Auxerre *                 |
| Olympique Marseille   | 2-1          | FC Istres *                  |
| AS Cannes *           | 3-1 nv       | Angers SCO                   |
| SC Bastia *           | 2-0          | Toulouse FC                  |
| Gazélec FCO Ajaccio * | 1-0          | Sporting Toulon Var          |
| SM Caen *             | 5-4 nv       | RC Lens                      |
| Red Star 93           | 0-0 ns (5-4) | Olympique Alès en Cévennes * |
| AS Nancy *            | 3-2          | Paris Saint-Germain          |

| Winnaar               | Uitslag      | Verliezer       |
| --------------------- | ------------ | --------------- |
| US Saint-Omer *       | 0-0 ns (3-2) | Troyes AC       |
| US Valenciennes-Anzin | 3-0          | FC Lorient *    |
| Montpellier HSC *     | 2-0          | Stade Rennes    |
| OGC Nice              | 2-1          | FC Massy *      |
| AS Saint-Étienne      | 3-0          | USL Dunkerque * |
| Pau FC *              | 3-3 ns (5-4) | Olympique Nîmes |
| EA Guingamp           | 1-1 ns (5-4) | FC Mulhouse *   |
| FC Bourges            | 1-0 nv       | Le Havre AC *   |

### 1/8 finale
De wedstrijden werden op 7 en 8 april gespeeld.
 * = thuis 
| Winnaar             | Uitslag | Verliezer               |
| ------------------- | ------- | ----------------------- |
| AS Monaco           | 4-2     | US Saint-Omer *         |
| Olympique Marseille | 2-0     | US Valenciennes-Anzin * |
| AS Cannes *         | 2-1 nv  | Montpellier HSC         |
| SC Bastia           | 1-0     | OGC Nice *              |

| Winnaar               | Uitslag      | Verliezer        |
| --------------------- | ------------ | ---------------- |
| Gazélec FCO Ajaccio * | 2-1          | AS Saint-Étienne |
| SM Caen *             | 0-0 ns (5-3) | Pau FC           |
| Red Star 93 *         | 2-1 nv       | EA Guingamp      |
| AS Nancy *            | 2-1          | FC Bourges       |

### Kwartfinale
De wedstrijden werden op 22 april gespeeld.
 * = thuis, ** Cannes-Red Star in Lyon 
| Winnaar             | Uitslag      | Verliezer             |
| ------------------- | ------------ | --------------------- |
| AS Monaco           | 3-0          | Gazélec FCO Ajaccio * |
| Olympique Marseille | 3-1          | SM Caen *             |
| AS Cannes **        | 1-0 nv       | Red Star 93           |
| SC Bastia *         | 0-0 ns (3-0) | AS Nancy              |

### Halve finale
De wedstrijden Monaco-Cannes werd op 28 april gespeeld, Bastia - Marseille stond geprogrammeerd op 5 mei.
 * = thuis 
| Winnaar             | Uitslag       | Verliezer   |
| ------------------- | ------------- | ----------- |
| AS Monaco           | 0-0 ns (5-3)  | AS Cannes * |
| Olympique Marseille | niet gespeeld | SC Bastia * |

1917/18 · 1918/19 · 1919/20 · 1920/21 · 1921/22 · 1922/23 · 1923/24 · 1924/25 · 1925/26 · 1926/27 · 1927/28 · 1928/29 · 1929/30 · 1930/31 · 1931/32 · 1932/33 · 1933/34 · 1934/35 · 1935/36 · 1936/37 · 1937/38 · 1938/39 · 1939/40 · 1940/41 · 1941/42 · 1942/43 · 1943/44 · 1944/45 · 1945/46 · 1946/47 · 1947/48 · 1948/49 · 1949/50 · 1950/51 · 1951/52 · 1952/53 · 1953/54 · 1954/55 · 1955/56 · 1956/57 · 1957/58 · 1958/59 · 1959/60 · 1960/61 · 1961/62 · 1962/63 · 1963/64 · 1964/65 · 1965/66 · 1966/67 · 1967/68 · 1968/69 · 1969/70 · 1970/71 · 1971/72 · 1972/73 · 1973/74 · 1974/75 · 1975/76 · 1976/77 · 1977/78 · 1978/79 · 1979/80 · 1980/81 · 1981/82 · 1982/83 · 1983/84 · 1984/85 · 1985/86 · 1986/87 · 1987/88 · 1988/89 · 1989/90 · 1990/91 · 1991/92 · 1992/93 · 1993/94 · 1994/95 · 1995/96 · 1996/97 · 1997/98 · 1998/99 · 1999/00 · 2000/01 · 2001/02 · 2002/03 · 2003/04 · 2004/05 · 2005/06 · 2006/07 · 2007/08 · 2008/09 · 2009/10 · 2010/11 · 2011/12 · 2012/13 · 2013/14 · 2014/15 · 2015/16 · 2016/17 · 2017/18 · 2018/19 · 2019/20 · 2020/21 · 
2021/22 · 2022/23 · 2023/24 · 2024/25 ·